# Tyler Jewell
Tyler Jewell (* 21. Februar 1977 in Boston) ist ein ehemaliger US-amerikanischer Snowboarder. Er startete in den Paralleldisziplinen und nahm an zwei Olympischen Winterspielen sowie drei Snowboard-Weltmeisterschaften teil.

## Werdegang
Jewell nahm im Dezember 1999 in Whistler erstmals am Snowboard-Weltcup teil, wobei er den 43. Platz im Riesenslalom errang. In der Saison 2003/04 siegte er zweimal im Nor-Am-Cup und kam damit auf den dritten Platz in der Parallel-Wertung. In der folgenden Saison gewann er mit drei dritten, zwei zweiten und vier ersten Plätzen diese Parallel-Wertung. Nachdem Plätzen 39 und 21 im Weltcup zu Beginn der Saison 2005/06 holte er in Haus im Ennstal im Parallel-Riesenslalom seinen einzigen Sieg im Europacup und erreichte mit Platz neun in Le Relais sowie Rang sieben in Lake Placid im Parallel-Riesenslalom seine ersten Top-Zehn-Platzierungen im Weltcup. Bei seiner ersten Olympiateilnahme im Februar 2006 in Turin wurde er Elfter im Parallel-Riesenslalom. Die Saison beendete er auf dem vierten Platz in der Parallel-Wertung des Nor-Am-Cups und auf dem ersten Rang in der Parallel-Riesenslalom-Wertung des Europacups. In der Saison 2006/07 errang er mit drei ersten und zwei dritten Plätzen erneut den zweiten Platz in der Parallel-Wertung des Nor-Am-Cups. Beim Saisonhöhepunkt, den Snowboard-Weltmeisterschaften 2007 in Arosa, fuhr er auf den 23. Platz im Parallelslalom und auf den sechsten Rang im Parallel-Riesenslalom. In der folgenden Saison erreichte er mit Platz drei im Parallel-Riesenslalom in La Molina sowie Rang zwei in Lake Placid seine einzigen Podestplatzierungen im Weltcup und zum Saisonende mit dem 14. Platz im Gesamtweltcup sowie den neunten Rang im Parallel-Weltcup seine besten Gesamtergebnisse. Bei den Snowboard-Weltmeisterschaften 2009 in Gangwon wurde er Zehnter im Parallel-Riesenslalom. In der Saison 2009/10 kam er mit einem dritten und ersten Platz auf den zweiten Platz in der Parallel-Wertung des Nor-Am-Cups. Bei den Olympischen Winterspielen 2010 in Vancouver belegte er den 13. Platz im Parallel-Riesenslalom und bei den Snowboard-Weltmeisterschaften 2011 in La Molina den 20. Platz im Parallelslalom sowie den 19. Rang im Parallel-Riesenslalom. Seinen 91. und damit letzten Weltcup absolvierte er im Februar 2012 im Stoneham, welchen er auf dem 18. Platz im Parallel-Riesenslalom beendete.

## Teilnahmen an Weltmeisterschaften und Olympischen Winterspielen

### Olympische Winterspiele
- 2006 Turin: 11. Platz Parallel-Riesenslalom
- 2010 Vancouver: 13. Platz Parallel-Riesenslalom

### Snowboard-Weltmeisterschaften
- 2007 Arosa: 6. Platz Parallel-Riesenslalom, 23. Platz Parallelslalom
- 2009 Gangwon: 10. Platz Parallel-Riesenslalom
- 2011 La Molina: 19. Platz Parallel-Riesenslalom, 20. Platz Parallelslalom

## Weltcup-Gesamtplatzierungen
| Saison    | Gesamt | Gesamt | Parallel | Parallel |
| Saison    | Punkte | Platz  | Punkte   | Platz    |
| --------- | ------ | ------ | -------- | -------- |
| 1999/2000 | 4      | 127.   | -        | -        |
| 2002/03   | -      | -      | 209      | 48.      |
| 2003/04   | -      | -      | 26       | 83.      |
| 2004/05   | -      | -      | 830      | 32.      |
| 2005/06   | 1014   | 96.    | 1015     | 26.      |
| 2006/07   | 1484   | 41.    | 1484     | 22.      |
| 2007/08   | 3570   | 14.    | 3570     | 9.       |
| 2008/09   | 1198   | 66.    | 1198     | 22.      |
| 2009/10   | 1660   | 33.    | 1660     | 17.      |
| 2010/11   | -      | -      | 1186     | 23.      |
| 2011/12   | -      | -      | 240      | 41.      |